# Vladímir Rázumov
Vladímir Vasílievich Rázumov (en ruso: Владимир Васильевич Разумов) (1890-1967) fue un científico soviético especializado en el campo de los cohetes, uno de los organizadores y el primer presidente del Grupo de Estudio de la Propulsión a Chorro de Leningrado.

## Biografía
- Rázumov nació el 15 de junio de 1890 en Dnipropetrovsk[2][3] (aunque según otras fuentes, nació en San Petersburgo).[4]
- En 1908, después de graduarse en la escuela secundaria ingresó en la Facultad de Física y Matemáticas de la Universidad Estatal de San Petersburgo, pero un año más tarde se trasladó a la Escuela de Ingeniería Naval.
- En 1913 se graduó en la Escuela de Ingeniería Naval en Kronstadt, siendo enviado como ingeniero del Ministerio de Marina. En el mismo año es promovido a podporúchik, y fue nombrado asistente de la construcción de los cruceros de batalla "Nevrazhina", "Borodino", y "Navarino", y a continuación de los acorazados «Poltava» y «Gangut».
- El 6 de diciembre de 1915 ascendió a teniente del cuerpo de ingeniería naval.[5]
- En 1915-1916 se dedicó a la instalación de armas de gran calibre en navíos de combate.
- En 1917 fue enviado al Astillero del Almirantazgo en Múrmansk para trabajar en la reestructuración de los cruceros en el astillero del Norte.
- En la década de 1920 fue Agregado Diplomático Naval en Inglaterra.
- Trabajó en la industria de la construcción naval, estando involucrado en la realización y la expansión del acorazado "Hanko" (posteriormente denominado "Revolución de Octubre"). De 1925 a 1930 trabajó como jefe de la oficina de diseño y jefe del departamento número 17 de construcción naval, denominado "Marty", a cargo del proyecto de construcción de la planta Andréi Túpolev para las lanchas rápidas de la Clase G-5. De 1930 a 1932 fue el principal ingeniero de la planta "Petrozavod".
- Desde 1931 fue el primer Presidente del Grupo de Estudio de Propulsión a Chorro de Leningrado (LenGIRD).
- En 1932, el LenGIRD agrupaba a más de 400 miembros. Rázumov colaboró en las tareas de la organización con los miembros del Laboratorio de Dinámica de Gases, como Vladímir Artémiev y Borís Petropávlovski. Desde el LenGIRD promovió activamente la tecnología de los cohetes, organizando primero demostraciones de pequeños cohetes propulsores; y desarrollando varios proyectos originales de misiles experimentales, en particular del cohete Razumova (dotado con una popa equipada con un expansor rotativo). En 1932 el LenGIRD contribuyó al establecimiento de las bases de la teoría de la propulsión a chorro.
- En 1933 fue nombrado jefe de la oficina de diseño de dirigibles Konstantín Tsiolkovski de Moscú.
- Ese mismo año fue arrestado el 9 de diciembre, siendo condenado a muerte, pena conmutada por 10 años de prisión. Durante la Segunda Guerra Mundial trabajó en el campo "Sharashka", en la Oficina Técnica Especial del NKVD. En mayo de 1947 fue enviado al exilio, en la República de Komi durante 5 años, calificado por el régimen soviético como un individuo socialmente peligroso. Fue liberado el 20 de agosto de 1954, y rehabilitado el 20 de octubre de 1956 por el Soviet Supremo.
- En septiembre de 1941, perdió a toda su familia durante el bombardeo de Leningrado.
- Desde 1956 trabajó en Moscú, en el Instituto de la Flota Aérea Civil de la URSS.
- Murió el 4 de septiembre de 1967. Está enterrado en el cementerio Vedensky de Moscú.

## Reconocimientos
- El cráter lunar Razumov lleva este nombre en su memoria.[6]
- En el edificio principal del Almirantazgo de San Petersburgo se instaló una placa conmemorativa en honor de Rázumov.[7]